# The NeverEnding Show - Live In The Netherlands
The NeverEnding Show - Live In The Netherlands è il quinto album dal vivo da solista di Alan Parsons, pubblicato nel 2021 dalla Frontiers Records.

## Descrizione
L'album live viene pubblicato il 5 novembre del 2021, con il titolo The NeverEnding Show - Live In The Netherlands, e contiene la registrazione del concerto tenuto ad Utrecht, nei Paesi Bassi, il 5 maggio 2019, presso il Tivoli Vredenburg, il nuovo palazzo della musica. Circa un mese prima, il 30 settembre 2021, era stato pubblicato da Alan Parsons il videoclip del brano The NeverEnding Show che darà quindi il titolo all'album. Nell'album viene inserito il brano The NeverEnding Show in formato audio, e nel DVD viene inserito il videoclip. 
L'album comprende sia brani tratti dal repertorio realizzato da Parsons assieme a Eric Woolfson con il The Alan Parsons Project che brani tratti dagli ultimi album da solista ed in particolare da The Secret del 2019.
L'edizione Deluxe comprende due CD ed un DVD in cofanetto con un booklet di 12 pagine.

## Tracce

### Disco 1 (CD)
Edizioni musicali Frontiers Records.
1. One Note Symphony (The Secret - 2019) – 4:49 (Alan Parsons, Todd Cooper, Tom Brooks)
2. Damned If I Do (Eve - 1979) – 4:47 (Eric Woolfson, Alan Parsons)
3. Don't Answer Me (Ammonia Avenue - 1984) – 4:27 (Eric Woolfson, Alan Parsons)
4. Time (The Turn of a Friendly Card - 1980) – 5:51 (Eric Woolfson, Alan Parsons)
5. Breakdown / The Raven (I Robot - 1977 • Tales of Mystery and Imagination - Edgar Allan Poe - 1976) – 5:44 (Eric Woolfson, Alan Parsons)
6. I Wouldnt Want To Be Like You (I Robot - 1977) – 5:06 (Eric Woolfson, Alan Parsons)
7. Psychobabble (Eye in the Sky - 1982) – 6:22 (Eric Woolfson, Alan Parsons)
8. Luciferama (Eve - 1979 • Eye in the Sky - 1982) – 5:06 (Eric Woolfson, Alan Parsons) – Strumentale
9. Don't Let It Show (I Robot - 1977) – 4:43 (Eric Woolfson, Alan Parsons)

Durata totale: 46:55

### Disco 2 (CD)
Edizioni musicali Frontiers Records.
1. I Robot (I Robot - 1977) – 5:48 (Eric Woolfson, Alan Parsons) – Strumentale
2. Limelight (Stereotomy - 1986) – 5:04 (Eric Woolfson, Alan Parsons)
3. Standing On Higher Ground (Gaudi - 1987) – 4:47 (Eric Woolfson, Alan Parsons)
4. As Lights Fall (The Secret - 2019) – 4:09 (Dan Tracey, Alan Parsons)
5. I Can't Get There From Here (The Secret - 2019) – 4:48 (Patrick Read Johnson, David Russo, Jared Mahone, Alan Parsons)
6. Prime Time (Ammonia Avenue - 1984) – 10:18 (Eric Woolfson, Alan Parsons)
7. Sirius / Eye in the Sky (Eye in the Sky - 1982 • Eye in the Sky - 1982) – 6:46 (Eric Woolfson, Alan Parsons)
8. Old And Wise (Eye in the Sky - 1982) – 5:22 (Eric Woolfson, Alan Parsons)
9. (The System Of) Dr. Tarr and Professor Fether (Tales of Mystery and Imagination - Edgar Allan Poe - 1976) – 3:50 (Eric Woolfson, Alan Parsons)
10. Games People Play (The Turn of a Friendly Card - 1980) – 4:45 (Eric Woolfson, Alan Parsons)
11. The Neverending Show – 3:45 (Alan Parsons, Jordan Asher Huffman)

Durata totale: 59:22

### Disco 3 (DVD)
Edizioni musicali Frontiers Records.
1. Opening Titles – 2:34 (Alan Parsons)
2. One Note Symphony (The Secret - 2019) – 4:21 (Alan Parsons, Todd Cooper, Tom Brooks)
3. Damned If I Do (Eve - 1979) – 4:46 (Eric Woolfson, Alan Parsons)
4. Don't Answer Me (Ammonia Avenue - 1984) – 4:27 (Eric Woolfson, Alan Parsons)
5. Time (The Turn of a Friendly Card - 1980) – 5:51 (Eric Woolfson, Alan Parsons)
6. Breakdown / The Raven (I Robot - 1977 • Tales of Mystery and Imagination - Edgar Allan Poe - 1976) – 5:44 (Eric Woolfson, Alan Parsons)
7. I Wouldnt Want To Be Like You (I Robot - 1977) – 5:05 (Eric Woolfson, Alan Parsons)
8. Miracle (The Secret - 2019) – 3:27 (Guy Erez, Andy Ellis, Alan Parsons)
9. Psychobabble (Eye in the Sky - 1982) – 6:22 (Eric Woolfson, Alan Parsons)
10. Luciferama (Eve - 1979 • Eye in the Sky - 1982) – 5:06 (Eric Woolfson, Alan Parsons) – Strumentale
11. Don't Let It Show (I Robot - 1977) – 5:05 (Eric Woolfson, Alan Parsons)
12. Interviews – 1:50 (Alan Parsons)
13. I Robot (I Robot - 1977) – 5:41 (Eric Woolfson, Alan Parsons) – Strumentale
14. Limelight (Stereotomy - 1986) – 5:05 (Eric Woolfson, Alan Parsons)
15. Standing On Higher Ground (Gaudi - 1987) – 4:45 (Eric Woolfson, Alan Parsons)
16. As Lights Fall (The Secret - 2019) – 3:53 (Dan Tracey, Alan Parsons)
17. I Can't Get There From Here (The Secret - 2019) – 5:06 (Patrick Read Johnson, David Russo, Jared Mahone, Alan Parsons)
18. Prime Time (Ammonia Avenue - 1984) – 10:30 (Eric Woolfson, Alan Parsons)
19. Sirius / Eye in the Sky (Eye in the Sky - 1982 • Eye in the Sky - 1982) – 6:33 (Eric Woolfson, Alan Parsons)
20. Old And Wise (Eye in the Sky - 1982) – 5:24 (Eric Woolfson, Alan Parsons)
21. (The System Of) Dr. Tarr and Professor Fether (Tales of Mystery and Imagination - Edgar Allan Poe - 1976) – 3:48 (Eric Woolfson, Alan Parsons)
22. Games People Play (The Turn of a Friendly Card - 1980) – 4:41 (Eric Woolfson, Alan Parsons)
23. Closing – 2:16 (Alan Parsons)
24. The Neverending Show – 6:23 (Alan Parsons, Jordan Asher Huffman)

Durata totale: 118:43

## Formazione

### Alan Parsons Live Project
- Alan Parsons – voce, chitarra, tastiera
- P.J. Olsson – voce, chitarra, percussioni
- Jeff Kollman - chitarra, voce
- Dan Tracey - chitarra, voce
- Tom Brooks - tastiera, voce
- Guy Erez - basso, voce
- Danny Thompson - batteria, voce
- Todd Cooper - sassofono, chitarra, percussioni, voce
- Jordan Asher Huffman - voce

## Registrazione
Registrato dal vivo durante il concerto svolto al Tivoli Vredenburg a Utrecht nei Paesi Bassi il 5 maggio del 2019.

## Masterizzazione
Masterizzato a cura di Alan Parsons presso il Parsonics a Santa Barbara in California.